# Teatre Polonès de Varsòvia
|  | No s'ha de confondre amb Teatre Nacional de Varsòvia. |

El Teatre Polonès de Varsòvia (en polonès: Teatr Polski im. Arnolda Szyfmana w Warszawie) és un teatre localitzat a Varsòvia, Mazovia al carrer ul. Kazimierza Karasia 2.
Va ser dissenyat per l'arquitecte Czesław Przybylski. El 29 de gener de 1913 va obrir les portes amb una funció inaugural del dramaturg Arnold Szyfman. És també el primer teatre del país a tenir un escenari rotatiu.
Al llarg dels anys s'hi han representat diverses obres clàssiques i contemporànies.
Durant l'Ocupació Nazi de Polònia, el teatre va ser rebatejat com a Theater der Stadt Warschau. L'edifici va ser destruït pels bombardejos i combats que van tenir lloc durant la contesa entre les forces aliades i l'exèrcit nazi fins a la fi del conflicte. Va tornar a ser reconstruït tal com estava gràcies a una fotografia del mateix abans de la invasió. Posteriorment seria nacionalitzat i va recuperar el seu nom original.